# Serie A2 2014-2015 (pallavolo femminile)
La Serie A2 2014-2015 si è svolta dal 1º novembre 2014 al 6 maggio 2015: al torneo hanno partecipato tredici squadre di club italiane.

## Regolamento

### Formula
Le squadre hanno disputato un girone all'italiana, con gare di andata e ritorno, per un totale di ventisei giornate; al termine della regular season:
- La prima classificata è promossa in Serie A1.
- Le classificate dal secondo al settimo posto hanno acceduto ai play-off promozione, strutturati in quarti di finale, a cui hanno preso parte solo le formazioni classificate dal quarto al settimo posto e giocati con gare di andata e ritorno (ad ogni gara è assegnato il punteggio come in una normale partita di regular season ed in caso di parità di punti è disputato un golden set), semifinali e finale, entrambe giocate al meglio di due vittorie su tre gare: la vincitrice è promossa in Serie A1.
- La decima e l'undicesima classificata hanno acceduto ai play-out (se il distacco tra le due squadre è stato più di quattro punti, questi non vengono disputati e l'undicesima classificata è retrocessa in Serie B1), strutturati in una finale, giocata al meglio di due vittorie su tre gare: la perdente è retrocessa in Serie B1.
- Le ultime due classificate sono retrocesse in Serie B1[2].

### Criteri di classifica
Se il risultato finale è stato di 3-0 o 3-1 sono stati assegnati 3 punti alla squadra vincente e 0 a quella sconfitta, se il risultato finale è stato di 3-2 sono stati assegnati 2 punti alla squadra vincente e 1 a quella sconfitta.
L'ordine del posizionamento in classifica è stato definito in base a:
- Punti;
- Numero di partite vinte;
- Ratio dei set vinti/persi;
- Ratio dei punti realizzati/subiti.

## Squadre partecipanti
Le squadre neopromosse dalla Serie B1 sono state il Filottrano, la Piacentina, la Trentino Rosa e la VolAlto Caserta, vincitrici dei play-off promozione, mentre la squadra retrocessa dalla Serie A1 è stata il Forlì.
Delle squadre aventi il diritto di partecipazione:
- Il Forlì è stato ripescato in Serie A1.
- La Savino Del Bene ha acquistato il titolo sportivo dall'IHF ed è stata ammessa in Serie A1.
- Il Towers e il Villanterio hanno ceduto il titolo sportivo all'Obiettivo Risarcimento e al Pavia, le quali sono state ammesse in Serie A2.
- Il Cadelbosco ha rinunciato all'iscrizione.

Per integrare l'organico delle squadre è stata ripescata l'Hermaea.
Per volere della FIPAV il Club Italia è stato ammesso in Serie A2.
| Club                   | Stagione | Città      | Impianto                   | Stagione precedente                                             |
| ---------------------- | -------- | ---------- | -------------------------- | --------------------------------------------------------------- |
| Beng Rovigo            | dettagli | Rovigo     | Palazzetto dello Sport     | 7ª in Serie A2; quarti di finale play-off promozione            |
| Club Italia            | dettagli | Roma       | Centro Pavesi              | 12ª in Serie B1 (girone A)                                      |
| Filottrano             | dettagli | Filottrano | PalaBaldinelli             | 1ª in Serie B1 (girone C); vincitrice play-off promozione       |
| Hermaea                | dettagli | Olbia      | Geopalace                  | 2ª in Serie B1 (girone C); quarti di finale play-off promozione |
| Neruda                 | dettagli | Bronzolo   | PalaResia                  | 8ª in Serie A2                                                  |
| New Libertas           | dettagli | Aversa     | PalaJacazzi                | 11ª in Serie A2                                                 |
| Obiettivo Risarcimento | dettagli | Villaverla | Palasport Città di Vicenza | -                                                               |
| Pavia                  | dettagli | Pavia      | PalaRavizza                | -                                                               |
| Piacentina             | dettagli | Piacenza   | PalaFranzanti              | 2ª in Serie B1 (girone B); vincitrice play-off promozione       |
| Pro Victoria           | dettagli | Monza      | Palazzetto dello Sport     | 4ª in Serie A2; finale play-off promozione                      |
| Soverato               | dettagli | Soverato   | PalaScoppa                 | 3ª in Serie A2; semifinali play-off promozione                  |
| Trentino Rosa          | dettagli | Trento     | PalaSanbapolis             | 1ª in Serie B1 (girone A); vincitrice play-off promozione       |
| VolAlto Caserta        | dettagli | Caserta    | Palazzetto dello Sport     | 3ª in Serie B1 (girone D); vincitrice play-off promozione       |

## Torneo

### Regular season

#### Risultati
| Prima giornata |                                          |         |                                   |
|                |                                          |         |                                   |
| Riposa:        | Hermaea                                  | Hermaea | Hermaea                           |
| 02-11          | Soverato - Trentino Rosa                 | 2-3     | 25-21, 21-25, 25-19, 18-25, 13-15 |
| 02-11          | New Libertas - Pro Victoria              | 3-2     | 23-25, 25-22, 25-19, 14-25, 15-12 |
| 02-11          | Filottrano - Pavia                       | 3-2     | 14-25, 16-25, 25-19, 25-16, 15-13 |
| 01-11          | Piacentina - Beng Rovigo                 | 2-3     | 17-25, 25-20, 25-22, 21-25, 10-15 |
| 01-11          | Club Italia - Neruda                     | 0-3     | 22-25, 21-25, 16-25               |
| 02-11          | Obiettivo Risarcimento - VolAlto Caserta | 3-0     | 25-16, 25-19, 25-19               |

| Seconda giornata |                                       |               |                                   |
|                  |                                       |               |                                   |
| Riposa:          | Trentino Rosa                         | Trentino Rosa | Trentino Rosa                     |
| 09-11            | VolAlto Caserta - Soverato            | 0-3           | 18-25, 21-25, 18-25               |
| 09-11            | Pro Victoria - Obiettivo Risarcimento | 3-1           | 25-22, 25-17, 22-25, 25-22        |
| 09-11            | Pavia - New Libertas                  | 3-1           | 25-27, 25-15, 25-19, 25-19        |
| 09-11            | Beng Rovigo - Club Italia             | 3-1           | 25-12, 25-19, 26-28, 26-24        |
| 09-11            | Neruda - Piacentina                   | 3-0           | 25-16, 25-18, 25-21               |
| 09-11            | Hermaea - Filottrano                  | 3-2           | 25-19, 22-25, 25-21, 18-25, 15-12 |

| Terza giornata |                                        |            |                                   |
|                |                                        |            |                                   |
| Riposa:        | Filottrano                             | Filottrano | Filottrano                        |
| 16-11          | Soverato - Beng Rovigo                 | 2-3        | 19-25, 22-25, 25-15, 25-22, 12-15 |
| 16-11          | Pro Victoria - VolAlto Caserta         | 3-0        | 25-19, 25-19, 25-14               |
| 15-11          | Pavia - Hermaea                        | 3-1        | 25-18, 14-25, 25-21, 25-19        |
| 16-11          | New Libertas - Neruda                  | 0-3        | 19-25, 12-25, 17-25               |
| 16-11          | Obiettivo Risarcimento - Trentino Rosa | 0-3        | 22-25, 22-25, 23-25               |
| 15-11          | Piacentina - Club Italia               | 2-3        | 27-25, 20-25, 18-25, 27-25, 13-15 |

| Quarta giornata |                                     |       |                                  |
|                 |                                     |       |                                  |
| Riposa:         | Pavia                               | Pavia | Pavia                            |
| 23-11           | Soverato - Pro Victoria             | 1-3   | 19-25, 27-29, 25-23, 21-25       |
| 23-11           | Hermaea - Beng Rovigo               | 3-2   | 23-25, 25-16, 23-25, 25-20, 15-9 |
| 23-11           | VolAlto Caserta - Neruda            | 1-3   | 19-25, 25-21, 17-25, 20-25       |
| 23-11           | Filottrano - Obiettivo Risarcimento | 0-3   | 15-25, 17-25, 22-25              |
| 22-11           | Club Italia - New Libertas          | 2-3   | 23-25, 25-16, 25-21, 25-27, 5-15 |
| 23-11           | Trentino Rosa - Piacentina          | 3-1   | 25-17, 23-25, 25-19, 25-16       |

| Quinta giornata |                                      |        |                                   |
|                 |                                      |        |                                   |
| Riposa:         | Neruda                               | Neruda | Neruda                            |
| 30-11           | Pavia - Soverato                     | 1-3    | 20-25, 25-20, 20-25, 22-25        |
| 30-11           | Pro Victoria - Filottrano            | 3-1    | 25-16, 25-21, 15-25, 25-17        |
| 30-11           | Beng Rovigo - VolAlto Caserta        | 3-0    | 25-19, 25-18, 25-20               |
| 30-11           | Obiettivo Risarcimento - Club Italia | 3-0    | 25-20, 25-17, 25-16               |
| 29-11           | Piacentina - New Libertas            | 3-2    | 22-25, 25-16, 19-25, 25-22, 16-14 |
| 30-11           | Hermaea - Trentino Rosa              | 2-3    | 25-21, 25-22, 20-25, 14-25, 12-15 |

| Sesta giornata |                                 |              |                                   |
|                |                                 |              |                                   |
| Riposa:        | Pro Victoria                    | Pro Victoria | Pro Victoria                      |
| 07-12          | Soverato - Hermaea              | 3-1          | 23-25, 25-23, 25-18, 25-16        |
| 06-12          | Club Italia - Pavia             | 3-2          | 25-17, 25-21, 17-25, 17-25, 15-10 |
| 07-12          | Trentino Rosa - Beng Rovigo     | 0-3          | 19-25, 23-25, 21-25               |
| 07-12          | Neruda - Obiettivo Risarcimento | 3-2          | 21-25, 26-24, 27-29, 25-20, 15-12 |
| 07-12          | New Libertas - Filottrano       | 3-0          | 25-18, 25-18, 25-22               |
| 07-12          | VolAlto Caserta - Piacentina    | 3-0          | 25-17, 25-21, 25-19               |

| Settima giornata |                                     |             |                            |
|                  |                                     |             |                            |
| Riposa:          | Club Italia                         | Club Italia | Club Italia                |
| 10-12            | Soverato - Neruda                   | 0-3         | 25-27, 16-25, 19-25        |
| 10-12            | Pro Victoria - Beng Rovigo          | 3-0         | 25-17, 25-19, 25-18        |
| 10-12            | Pavia - Trentino Rosa               | 0-3         | 23-25, 21-25, 18-25        |
| 10-12            | Obiettivo Risarcimento - Piacentina | 3-1         | 25-18, 25-18, 23-25, 25-21 |
| 10-12            | Hermaea - New Libertas              | 1-3         | 19-25, 16-25, 25-22, 22-25 |
| 10-12            | Filottrano - VolAlto Caserta        | 0-3         | 22-25, 23-25, 25-27        |

| Ottava giornata |                                      |                 |                            |
|                 |                                      |                 |                            |
| Riposa:         | VolAlto Caserta                      | VolAlto Caserta | VolAlto Caserta            |
| 14-12           | New Libertas - Soverato              | 3-0             | 26-24, 25-19, 25-20        |
| 14-12           | Neruda - Pro Victoria                | 3-1             | 18-25, 27-25, 27-25, 25-14 |
| 13-12           | Piacentina - Pavia                   | 1-3             | 25-22, 22-25, 22-25, 21-25 |
| 14-12           | Beng Rovigo - Obiettivo Risarcimento | 0-3             | 23-25, 26-28, 23-25        |
| 14-12           | Trentino Rosa - Filottrano           | 3-0             | 25-19, 25-18, 25-23        |
| 13-12           | Club Italia - Hermaea                | 3-0             | 25-17, 25-22, 25-20        |

| Nona giornata |                                   |              |                                   |
|               |                                   |              |                                   |
| Riposa:       | New Libertas                      | New Libertas | New Libertas                      |
| 21-12         | Soverato - Obiettivo Risarcimento | 0-3          | 20-25, 23-25, 24-26               |
| 21-12         | Pro Victoria - Piacentina         | 3-1          | 21-25, 25-20, 25-13, 25-17        |
| 21-12         | Pavia - Beng Rovigo               | 3-2          | 25-14, 25-18, 23-25, 15-25, 15-13 |
| 21-12         | Hermaea - Neruda                  | 1-3          | 20-25, 21-25, 25-21, 16-25        |
| 21-12         | VolAlto Caserta - Trentino Rosa   | 2-3          | 25-20, 22-25, 30-28, 23-25, 10-15 |
| 21-12         | Filottrano - Club Italia          | 0-3          | 22-25, 19-25, 18-25               |

| Decima giornata |                                |                        |                                   |
|                 |                                |                        |                                   |
| Riposa:         | Obiettivo Risarcimento         | Obiettivo Risarcimento | Obiettivo Risarcimento            |
| 26-12           | Club Italia - Soverato         | 3-2                    | 26-24, 25-18, 24-26, 19-25, 15-10 |
| 26-12           | Trentino Rosa - Pro Victoria   | 0-3                    | 16-25, 22-25, 17-25               |
| 26-12           | Neruda - Pavia                 | 3-0                    | 25-19, 25-20, 25-12               |
| 26-12           | Beng Rovigo - Filottrano       | 3-0                    | 25-22, 25-22, 25-22               |
| 26-12           | New Libertas - VolAlto Caserta | 3-0                    | 25-22, 25-14, 25-14               |
| 26-12           | Piacentina - Hermaea           | 3-1                    | 25-22, 25-21, 11-25, 25-21        |

| Undicesima giornata |                                  |             |                                   |
|                     |                                  |             |                                   |
| Riposa:             | Beng Rovigo                      | Beng Rovigo | Beng Rovigo                       |
| 04-01               | Soverato - Piacentina            | 1-3         | 32-34, 25-19, 22-25, 21-25        |
| 03-01               | Club Italia - Pro Victoria       | 3-2         | 25-21, 23-25, 18-25, 25-17, 15-10 |
| 04-01               | Pavia - VolAlto Caserta          | 3-1         | 22-25, 25-19, 26-24, 25-12        |
| 04-01               | Filottrano - Neruda              | 3-2         | 25-21, 16-25, 21-25, 25-21, 19-17 |
| 04-01               | Hermaea - Obiettivo Risarcimento | 1-3         | 25-23, 14-25, 20-25, 21-25        |
| 04-01               | New Libertas - Trentino Rosa     | 3-2         | 18-25, 21-25, 25-17, 25-20, 15-8  |

| Dodicesima giornata |                                       |          |                                   |
|                     |                                       |          |                                   |
| Riposa:             | Soverato                              | Soverato | Soverato                          |
| 11-01               | Pro Victoria - Pavia                  | 3-1      | 26-24, 20-25, 25-17, 25-23        |
| 11-01               | Beng Rovigo - Neruda                  | 1-3      | 22-25, 23-25, 25-14, 11-25        |
| 11-01               | Obiettivo Risarcimento - New Libertas | 3-1      | 25-23, 25-19, 22-25, 25-18        |
| 14-01               | Trentino Rosa - Club Italia           | 3-2      | 19-25, 25-23, 25-10, 26-28, 15-13 |
| 14-01               | Piacentina - Filottrano               | 1-3      | 25-20, 27-29, 23-25, 16-25        |
| 11-01               | VolAlto Caserta - Hermaea             | 1-3      | 25-21, 19-25, 22-25, 17-25        |

| Tredicesima giornata |                                |            |                                   |
|                      |                                |            |                                   |
| Riposa:              | Piacentina                     | Piacentina | Piacentina                        |
| 18-01                | Filottrano - Soverato          | 1-3        | 17-25, 27-29, 25-23, 15-25        |
| 18-01                | Hermaea - Pro Victoria         | 1-3        | 18-25, 25-23, 22-25, 18-25        |
| 18-01                | Pavia - Obiettivo Risarcimento | 3-2        | 25-19, 18-25, 25-22, 11-25, 15-13 |
| 18-01                | New Libertas - Beng Rovigo     | 3-2        | 26-24, 21-25, 25-19, 21-25, 15-10 |
| 18-01                | Neruda - Trentino Rosa         | 3-0        | 25-23, 26-24, 25-17               |
| 17-01                | Club Italia - VolAlto Caserta  | 3-2        | 25-19, 19-25, 22-25, 25-19, 15-13 |

| Quattordicesima giornata |                                          |         |                                   |
|                          |                                          |         |                                   |
| Riposa:                  | Hermaea                                  | Hermaea | Hermaea                           |
| 25-01                    | Trentino Rosa - Soverato                 | 3-1     | 25-17, 25-23, 18-25, 25-13        |
| 24-01                    | Pro Victoria - New Libertas              | 3-1     | 25-22, 19-25, 25-17, 25-18        |
| 25-01                    | Pavia - Filottrano                       | 3-0     | 25-16, 25-18, 25-21               |
| 25-01                    | Beng Rovigo - Piacentina                 | 3-2     | 20-25, 23-25, 25-14, 25-16, 15-8  |
| 26-01                    | Neruda - Club Italia                     | 3-2     | 28-30, 25-18, 25-17, 24-26, 15-13 |
| 25-01                    | VolAlto Caserta - Obiettivo Risarcimento | 1-3     | 25-22, 21-25, 16-25, 18-25        |

| Quindicesima giornata |                                       |               |                                   |
|                       |                                       |               |                                   |
| Riposa:               | Trentino Rosa                         | Trentino Rosa | Trentino Rosa                     |
| 01-02                 | Soverato - VolAlto Caserta            | 3-2           | 25-22, 25-17, 25-27, 15-25, 15-6  |
| 01-02                 | Obiettivo Risarcimento - Pro Victoria | 3-1           | 25-18, 25-23, 23-25, 25-23        |
| 01-02                 | New Libertas - Pavia                  | 3-0           | 25-22, 25-22, 25-19               |
| 31-01                 | Club Italia - Beng Rovigo             | 2-3           | 27-25, 25-18, 17-25, 16-25, 13-15 |
| 31-01                 | Piacentina - Neruda                   | 3-2           | 21-25, 25-18, 19-25, 30-28, 15-7  |
| 01-02                 | Filottrano - Hermaea                  | 2-3           | 21-25, 25-23, 27-25, 23-25, 13-15 |

| Sedicesima giornata |                                        |            |                                   |
|                     |                                        |            |                                   |
| Riposa:             | Filottrano                             | Filottrano | Filottrano                        |
| 08-02               | Beng Rovigo - Soverato                 | 1-3        | 26-24, 23-25, 14-25, 19-25        |
| 08-02               | VolAlto Caserta - Pro Victoria         | 1-3        | 22-25, 25-16, 24-26, 23-25        |
| 08-02               | Hermaea - Pavia                        | 0-3        | 16-25, 23-25, 19-25               |
| 08-02               | Neruda - New Libertas                  | 3-2        | 18-25, 25-15, 25-18, 22-25, 15-8  |
| 08-02               | Trentino Rosa - Obiettivo Risarcimento | 3-1        | 25-22, 16-25, 25-18, 25-22        |
| 07-02               | Club Italia - Piacentina               | 3-2        | 24-26, 23-25, 25-17, 25-18, 15-13 |

| Diciassettesima giornata |                                     |       |                                   |
|                          |                                     |       |                                   |
| Riposa:                  | Pavia                               | Pavia | Pavia                             |
| 14-02                    | Pro Victoria - Soverato             | 3-2   | 25-22, 25-22, 19-25, 18-25, 15-7  |
| 15-02                    | Beng Rovigo - Hermaea               | 3-0   | 25-20, 25-21, 25-21               |
| 15-02                    | Neruda - VolAlto Caserta            | 3-0   | 25-19, 25-8, 25-18                |
| 15-02                    | Obiettivo Risarcimento - Filottrano | 3-0   | 25-14, 25-21, 25-8                |
| 15-02                    | New Libertas - Club Italia          | 1-3   | 25-20, 19-25, 14-25, 16-25        |
| 14-02                    | Piacentina - Trentino Rosa          | 3-2   | 34-32, 23-25, 17-25, 25-22, 20-18 |

| Diciottesima giornata |                                      |        |                                   |
|                       |                                      |        |                                   |
| Riposa:               | Neruda                               | Neruda | Neruda                            |
| 22-02                 | Soverato - Pavia                     | 1-3    | 22-25, 18-25, 25-19, 22-25        |
| 22-02                 | Filottrano - Pro Victoria            | 1-3    | 17-25, 31-29, 25-27, 22-25        |
| 22-02                 | VolAlto Caserta - Beng Rovigo        | 3-1    | 30-28, 25-27, 25-23, 25-20        |
| 21-02                 | Club Italia - Obiettivo Risarcimento | 1-3    | 25-18, 15-25, 20-25, 22-25        |
| 22-02                 | New Libertas - Piacentina            | 2-3    | 25-17, 22-25, 25-18, 21-25, 11-15 |
| 21-02                 | Trentino Rosa - Hermaea              | 3-0    | 25-21, 25-18, 25-18               |

| Diciannovesima giornata |                                 |              |                                   |
|                         |                                 |              |                                   |
| Riposa:                 | Pro Victoria                    | Pro Victoria | Pro Victoria                      |
| 08-03                   | Hermaea - Soverato              | 3-0          | 25-16, 25-22, 25-16               |
| 08-03                   | Pavia - Club Italia             | 0-3          | 21-25, 17-25, 20-25               |
| 08-03                   | Beng Rovigo - Trentino Rosa     | 3-1          | 25-17, 16-25, 25-16, 25-21        |
| 08-03                   | Obiettivo Risarcimento - Neruda | 1-3          | 21-25, 25-19, 16-25, 17-25        |
| 08-03                   | Filottrano - New Libertas       | 2-3          | 24-26, 25-12, 25-18, 22-25, 14-16 |
| 07-03                   | Piacentina - VolAlto Caserta    | 1-3          | 25-20, 19-25, 21-25, 16-25        |

| Ventesima giornata |                                     |             |                                  |
|                    |                                     |             |                                  |
| Riposa:            | Club Italia                         | Club Italia | Club Italia                      |
| 10-03              | Neruda - Soverato                   | 3-1         | 25-10, 21-25, 25-18, 25-18       |
| 11-03              | Beng Rovigo - Pro Victoria          | 3-1         | 25-16, 25-18, 23-25, 25-16       |
| 11-03              | Trentino Rosa - Pavia               | 3-0         | 25-21, 25-19, 25-18              |
| 11-03              | Piacentina - Obiettivo Risarcimento | 2-3         | 20-25, 29-27, 25-21, 14-25, 8-15 |
| 11-03              | New Libertas - Hermaea              | 1-3         | 25-19, 25-27, 21-25, 23-25       |
| 12-03              | VolAlto Caserta - Filottrano        | 3-1         | 21-25, 25-17, 25-20, 25-20       |

| Ventunesima giornata |                                      |                 |                                   |
|                      |                                      |                 |                                   |
| Riposa:              | VolAlto Caserta                      | VolAlto Caserta | VolAlto Caserta                   |
| 15-03                | Soverato - New Libertas              | 3-1             | 25-12, 25-20, 15-25, 25-20        |
| 15-03                | Pro Victoria - Neruda                | 3-2             | 21-25, 25-23, 25-22, 23-25, 15-11 |
| 15-03                | Pavia - Piacentina                   | 2-3             | 19-25, 25-20, 19-25, 25-20, 11-15 |
| 15-03                | Obiettivo Risarcimento - Beng Rovigo | 3-1             | 25-13, 25-21, 26-28, 27-25        |
| 15-03                | Filottrano - Trentino Rosa           | 1-3             | 23-25, 25-22, 14-25, 13-25        |
| 15-03                | Hermaea - Club Italia                | 2-3             | 19-25, 23-25, 25-21, 25-22, 10-15 |

| Ventiduesima giornata |                                   |              |                                   |
|                       |                                   |              |                                   |
| Riposa:               | New Libertas                      | New Libertas | New Libertas                      |
| 22-03                 | Obiettivo Risarcimento - Soverato | 3-1          | 20-25, 25-20, 25-16, 25-17        |
| 21-03                 | Piacentina - Pro Victoria         | 3-2          | 25-23, 19-25, 20-25, 25-22, 15-9  |
| 22-03                 | Beng Rovigo - Pavia               | 3-0          | 25-20, 25-23, 28-26               |
| 24-03                 | Neruda - Hermaea                  | 3-1          | 25-22, 22-25, 25-16, 25-16        |
| 22-03                 | Trentino Rosa - VolAlto Caserta   | 3-0          | 25-20, 25-18, 25-16               |
| 21-03                 | Club Italia - Filottrano          | 2-3          | 21-25, 21-25, 25-22, 25-17, 13-15 |

| Ventitreesima giornata |                                |                        |                                   |
|                        |                                |                        |                                   |
| Riposa:                | Obiettivo Risarcimento         | Obiettivo Risarcimento | Obiettivo Risarcimento            |
| 17-03                  | Soverato - Club Italia         | 3-0                    | 25-19, 25-19, 25-23               |
| 29-03                  | Pro Victoria - Trentino Rosa   | 3-1                    | 26-28, 25-20, 25-10, 25-22        |
| 29-03                  | Pavia - Neruda                 | 1-3                    | 25-23, 23-25, 22-25, 23-25        |
| 29-03                  | Filottrano - Beng Rovigo       | 3-2                    | 25-21, 25-22, 15-25, 17-25, 15-13 |
| 29-03                  | VolAlto Caserta - New Libertas | 0-3                    | 14-25, 23-25, 21-25               |
| 31-03                  | Hermaea - Piacentina           | 3-0                    | 27-25, 25-19, 25-23               |

| Ventiquattresima giornata |                                  |             |                                   |
|                           |                                  |             |                                   |
| Riposa:                   | Beng Rovigo                      | Beng Rovigo | Beng Rovigo                       |
| 04-04                     | Piacentina - Soverato            | 3-0         | 25-15, 25-23, 25-23               |
| 05-03                     | Pro Victoria - Club Italia       | 3-1         | 15-25, 25-20, 25-21, 25-15        |
| 04-04                     | VolAlto Caserta - Pavia          | 3-2         | 18-25, 25-23, 25-23, 21-25, 15-12 |
| 04-04                     | Neruda - Filottrano              | 3-0         | 25-12, 25-23, 25-13               |
| 04-04                     | Obiettivo Risarcimento - Hermaea | 3-2         | 14-25, 25-14, 18-25, 25-20, 21-19 |
| 04-04                     | Trentino Rosa - New Libertas     | 3-0         | 25-19, 25-19, 25-21               |

| Venticinquesima giornata |                                       |          |                                   |
|                          |                                       |          |                                   |
| Riposa:                  | Soverato                              | Soverato | Soverato                          |
| 08-04                    | Pavia - Pro Victoria                  | 3-2      | 16-25, 25-22, 25-20, 21-25, 15-11 |
| 08-04                    | Neruda - Beng Rovigo                  | 3-2      | 27-29, 25-22, 22-25, 25-22, 15-8  |
| 08-04                    | New Libertas - Obiettivo Risarcimento | 2-3      | 23-25, 25-23, 26-28, 25-21, 10-15 |
| 08-04                    | Club Italia - Trentino Rosa           | 1-3      | 25-23, 19-25, 18-25, 15-25        |
| 08-04                    | Filottrano - Piacentina               | 1-3      | 23-25, 25-21, 18-25, 21-25        |
| 08-04                    | Hermaea - VolAlto Caserta             | 3-1      | 27-29, 25-14, 25-17, 25-18        |

| Ventiseiesima giornata |                                |            |                                   |
|                        |                                |            |                                   |
| Riposa:                | Piacentina                     | Piacentina | Piacentina                        |
| 12-04                  | Soverato - Filottrano          | 2-3        | 25-13, 25-14, 23-25, 22-25, 12-15 |
| 12-04                  | Pro Victoria - Hermaea         | 3-1        | 25-20, 25-23, 19-25, 25-20        |
| 12-04                  | Obiettivo Risarcimento - Pavia | 3-0        | 25-16, 32-30, 25-18               |
| 12-04                  | Beng Rovigo - New Libertas     | 1-3        | 22-25, 23-25, 25-21, 16-25        |
| 12-04                  | Trentino Rosa - Neruda         | 1-3        | 25-16, 13-25, 20-25, 18-25        |
| 12-04                  | VolAlto Caserta - Club Italia  | 3-2        | 25-21, 26-24, 20-25, 24-26, 19-17 |

#### Classifica
| Pos. | Squadra                | Pt | G  | V  | P  | SV | SP | Ratio | PF    | PS    | Ratio |
| ---- | ---------------------- | -- | -- | -- | -- | -- | -- | ----- | ----- | ----- | ----- |
| 1.   | Neruda                 | 62 | 24 | 21 | 3  | 69 | 26 | 2,653 | 2 225 | 1 897 | 1,172 |
| 2.   | Obiettivo Risarcimento | 53 | 24 | 18 | 6  | 61 | 32 | 1,906 | 2 176 | 1 943 | 1,119 |
| 3.   | Pro Victoria           | 53 | 24 | 17 | 7  | 62 | 37 | 1,675 | 2 253 | 2 099 | 1,073 |
| 4.   | Trentino Rosa          | 46 | 24 | 16 | 8  | 55 | 37 | 1,486 | 2 072 | 1 950 | 1,062 |
| 5.   | Beng Rovigo            | 37 | 24 | 12 | 12 | 51 | 47 | 1,085 | 2 159 | 2 119 | 1,018 |
| 6.   | New Libertas           | 35 | 24 | 12 | 12 | 50 | 48 | 1,041 | 2 089 | 2 120 | 0,985 |
| 7.   | Club Italia            | 32 | 24 | 11 | 13 | 49 | 54 | 0,907 | 2 193 | 2 221 | 0,987 |
| 8.   | Pavia                  | 31 | 24 | 10 | 14 | 41 | 53 | 0,773 | 2 024 | 2 062 | 0,981 |
| 9.   | Piacentina             | 29 | 24 | 10 | 14 | 46 | 57 | 0,807 | 2 166 | 2 336 | 0,927 |
| 10.  | Soverato               | 28 | 24 | 8  | 16 | 40 | 55 | 0,727 | 2 066 | 2 099 | 0,984 |
| 11.  | Hermaea                | 24 | 24 | 8  | 16 | 39 | 57 | 0,684 | 2 060 | 2 154 | 0,596 |
| 12.  | VolAlto Caserta        | 22 | 24 | 7  | 17 | 33 | 58 | 0,568 | 1 897 | 2 114 | 0,897 |
| 13.  | Filottrano             | 16 | 24 | 6  | 18 | 30 | 65 | 0,461 | 1 929 | 2 195 | 0,878 |

      Promossa in Serie A1.
      Qualificata alle semifinali play-off scudetto.
      Qualificata ai quarti di finale play-off scudetto.
      Qualificata ai play-out.
      Retrocessa in Serie B1.

### Play-off promozione

#### Tabellone
|  | Quarti di finale | Quarti di finale | Quarti di finale | Quarti di finale |  |  | Semifinali | Semifinali             | Semifinali | Semifinali | Semifinali |  |   | Finale                 | Finale       | Finale | Finale | Finale |
|  |                  |                  |                  |                  |  |  |            |                        |            |            |            |  |   |                        |              |        |        |        |
|  |                  |                  |                  |                  |  |  | 2          | Obiettivo Risarcimento | 3          | 0          | 3          |  |   |                        |              |        |        |        |
|  |                  |                  |                  |                  |  |  | 2          | Obiettivo Risarcimento | 3          | 0          | 3          |  |   |                        |              |        |        |        |
|  |                  |                  |                  |                  |  |  | 5          | Beng Rovigo            | 2          | 3          | 1          |  |   |                        |              |        |        |        |
|  | 5                | Beng Rovigo      | 3                | 3                |  |  | 5          | Beng Rovigo            | 2          | 3          | 1          |  |   |                        |              |        |        |        |
|  | 5                | Beng Rovigo      | 3                | 3                |  |  |            |                        |            |            |            |  |   |                        |              |        |        |        |
|  | 6                | New Libertas     | 1                | 2                |  |  |            |                        |            |            |            |  |   |                        |              |        |        |        |
|  | 6                | New Libertas     | 1                | 2                |  |  |            |                        |            |            |            |  | 2 | Obiettivo Risarcimento | 3            | 3      |        |        |
|  |                  |                  |                  |                  |  |  |            |                        |            |            |            |  | 2 | Obiettivo Risarcimento | 3            | 3      |        |        |
|  |                  |                  |                  |                  |  |  |            |                        |            |            |            |  |   | 3                      | Pro Victoria | 0      | 2      |        |
|  |                  |                  |                  |                  |  |  |            |                        |            |            |            |  |   | 3                      | Pro Victoria | 0      | 2      |        |
|  |                  |                  |                  |                  |  |  |            |                        |            |            |            |  |   |                        |              |        |        |        |
|  |                  |                  |                  |                  |  |  |            |                        |            |            |            |  |   |                        |              |        |        |        |
|  |                  |                  |                  |                  |  |  | 3          | Pro Victoria           | 3          | 1          | 3          |  |   |                        |              |        |        |        |
|  |                  |                  |                  |                  |  |  | 3          | Pro Victoria           | 3          | 1          | 3          |  |   |                        |              |        |        |        |
|  |                  |                  |                  |                  |  |  | 7          | Club Italia            | 0          | 3          | 1          |  |   |                        |              |        |        |        |
|  | 4                | Trentino Rosa    | 2                | 2                |  |  | 7          | Club Italia            | 0          | 3          | 1          |  |   |                        |              |        |        |        |
|  | 4                | Trentino Rosa    | 2                | 2                |  |  |            |                        |            |            |            |  |   |                        |              |        |        |        |
|  | 7                | Club Italia      | 3                | 3                |  |  |            |                        |            |            |            |  |   |                        |              |        |        |        |
|  | 7                | Club Italia      | 3                | 3                |  |  |            |                        |            |            |            |  |   |                        |              |        |        |        |

#### Risultati

##### Quarti di finale
| Gara 1 |                             |     |                                   |
|        |                             |     |                                   |
| 15-04  | Club Italia - Trentino Rosa | 3-2 | 23-25, 25-22, 25-21, 24-26, 15-11 |
| 15-04  | New Libertas - Beng Rovigo  | 1-3 | 32-34, 18-25, 25-21, 21-25        |

| Gara 2 |                             |     |                                   |
|        |                             |     |                                   |
| 19-04  | Trentino Rosa - Club Italia | 2-3 | 22-25, 26-28, 25-8, 25-20, 13-15  |
| 19-04  | Beng Rovigo - New Libertas  | 3-2 | 25-22, 23-25, 25-20, 15-25, 15-13 |

##### Semifinali
| Gara 1 |                                      |     |                                   |
|        |                                      |     |                                   |
| 22-04  | Obiettivo Risarcimento - Beng Rovigo | 3-2 | 29-27, 25-20, 26-28, 23-25, 16-14 |
| 22-04  | Pro Victoria - Club Italia           | 3-0 | 25-19, 25-19, 25-19               |

| Gara 2 |                                      |     |                            |
|        |                                      |     |                            |
| 25-04  | Beng Rovigo - Obiettivo Risarcimento | 3-0 | 25-22, 25-14, 25-22        |
| 26-04  | Club Italia - Pro Victoria           | 1-3 | 22-25, 25-22, 25-23, 25-23 |

| Gara 3 |                                      |     |                            |
|        |                                      |     |                            |
| 29-04  | Obiettivo Risarcimento - Beng Rovigo | 3-1 | 20-25, 25-21, 25-18, 25-19 |
| 29-04  | Pro Victoria - Club Italia           | 3-1 | 39-37, 27-25, 17-25, 25-18 |

##### Finale
| Gara 1 |                                       |     |                     |
|        |                                       |     |                     |
| 03-05  | Obiettivo Risarcimento - Pro Victoria | 3-0 | 26-24, 25-21, 25-12 |

| Gara 2 |                                       |     |                                   |
|        |                                       |     |                                   |
| 06-05  | Pro Victoria - Obiettivo Risarcimento | 2-3 | 25-18, 14-25, 25-22, 20-25, 13-15 |

### Play-out

#### Tabellone
|  | Finale |          |   |   |  |
|  |        |          |   |   |  |
|  | 10     | Soverato | 3 | 3 |  |
|  | 10     | Soverato | 3 | 3 |  |
|  | 11     | Hermaea  | 0 | 1 |  |
|  | 11     | Hermaea  | 0 | 1 |  |

#### Risultati

##### Finale
| Gara 1 |                    |     |                     |
|        |                    |     |                     |
| 19-04  | Soverato - Hermaea | 3-0 | 25-19, 25-17, 25-20 |

| Gara 2 |                    |     |                            |
|        |                    |     |                            |
| 23-04  | Hermaea - Soverato | 1-3 | 25-23, 18-25, 14-25, 21-25 |

## Statistiche
| Rendimento individuale | Rendimento individuale | Rendimento individuale | Rendimento individuale |
| Pos.                   | Nome                   | Punti                  | Squadra                |
| ---------------------- | ---------------------- | ---------------------- | ---------------------- |
| 1                      | Tereza Matuszková      | 530                    | Pro Victoria           |
| 2                      | Elenī Kiosī            | 507                    | Hermaea                |
| 3                      | Giada Marchioron       | 469                    | Trentino Rosa          |
| 4                      | Paola Egonu            | 460                    | Club Italia            |
| 5                      | Irina Smirnova         | 447                    | Obiettivo Risarcimento |
| 6                      | Soraia dos Santos      | 407                    | VolAlto Caserta        |
| 7                      | Veronica Minati        | 370                    | Soverato               |
| 8                      | Elisa Cella            | 362                    | Obiettivo Risarcimento |
| 8                      | Costanza Manfredini    | 362                    | Beng Rovigo            |
| 10                     | Lucia Bacchi           | 359                    | Neruda                 |

NB: I dati sono riferiti esclusivamente alla regular season.